# Danijel Popović
Daniel (kyrilliska alfabetet: Даниел) är artistnamnet för Milan Popović (Милан Поповић) (född 29 oktober 1955 i Titograd, nuvarande Podgorica), är en Montenegro-född popsångare som blev känd i Kroatien. Han kallas ibland Danijel Popović (Данијел Поповић).
Daniel deltog fem gånger i Jugovizija, den jugoslaviska uttagningen till Eurovision Song Contest (ESC). Första gången var 1983, då han vann uttagningen med bidraget Džuli. I ESC samma år kom bidraget på fjärdeplats med 125 poäng, vilket var en av Jugoslaviens bästa placeringar någonsin i tävlingen. Med sig på scen hade han systrarna Izolda och Eleonora Barudžija som bakgrundssångerskor. Han återkom till Jugovizija året därpå och kom på fjärdeplats med bidraget Marija. Han deltog åter i tävlingen 1986 med bidraget Peggy Sue, som slutade på en elfteplats, och igen 1987 då han framförde bidraget Oprosti mi i en duett med Ana Sasso. Hans sista deltagande i tävlingen var 1991, då han kom på en andraplats med bidraget Ma daj obuci levisice.
Daniel har samarbetat med en rad kända artister och låtskrivare. Bland dessa finns Đorđe Novković, Mario Mihaljević, Mato Došen, Vladimir Kočiš-Zec, Zdenko Runjić, Nenad Ninčević, Rajko Dujmić, Alka Vuica, Željko Sabol och Željko Pavičić.

## Diskografi
- Bio sam naivan (1982)
- Daniel (1983)
- Suze i smijeh (1984)
- Tina i Marina (1985)
- Dušu je moju uzela (1986)
- Slomljeno srce (1987)
- Što sam ti srećo kriv (1989)
- Ma daj obuci levisice (1991)
- Kao da ne postojim
- Danceland (1994)
- Vatra ljubavi (1999)